# گردش رودخانه‌ای

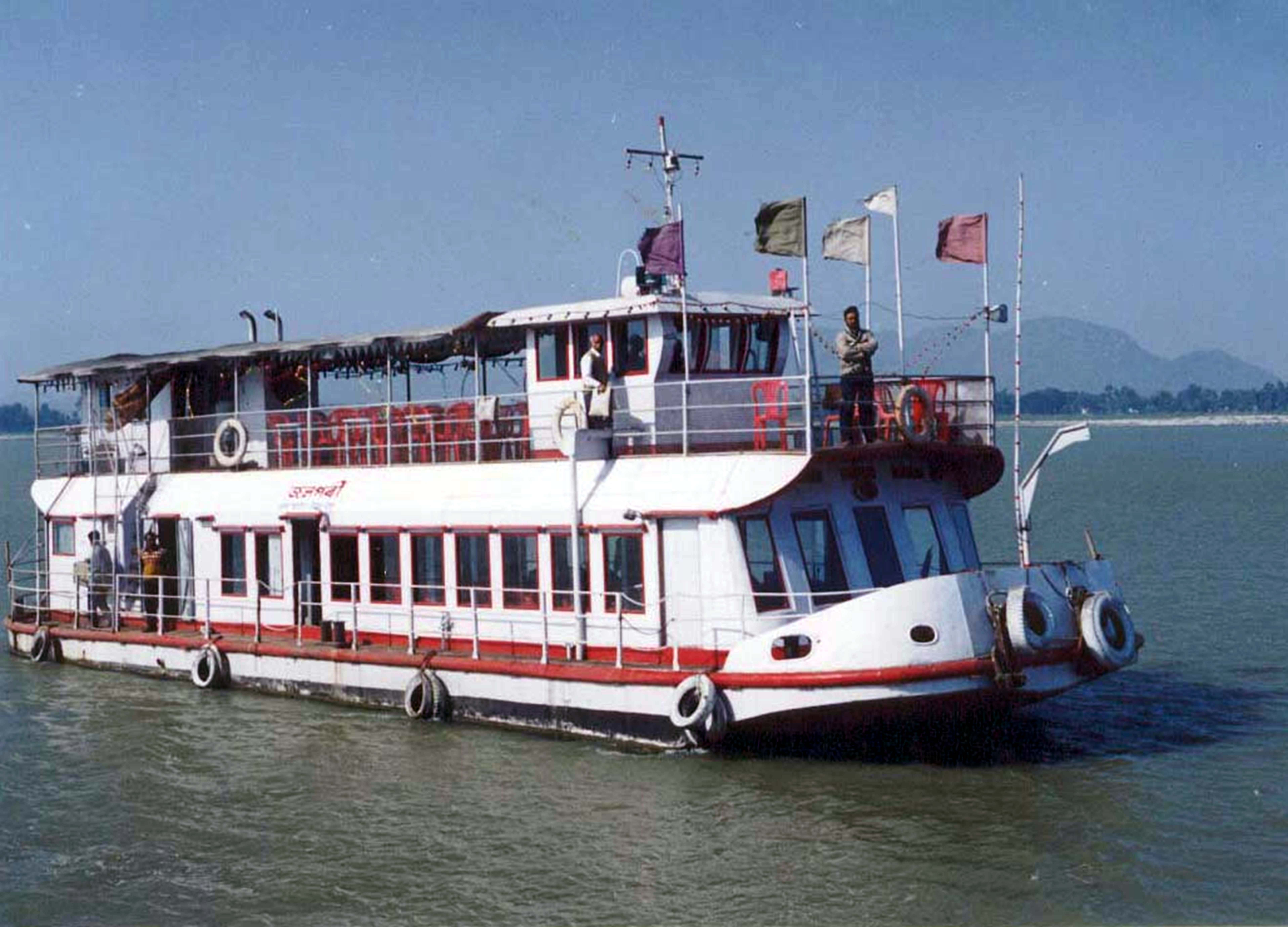
کشتی گردش رودخانه‌ای در رود براهماپوترا

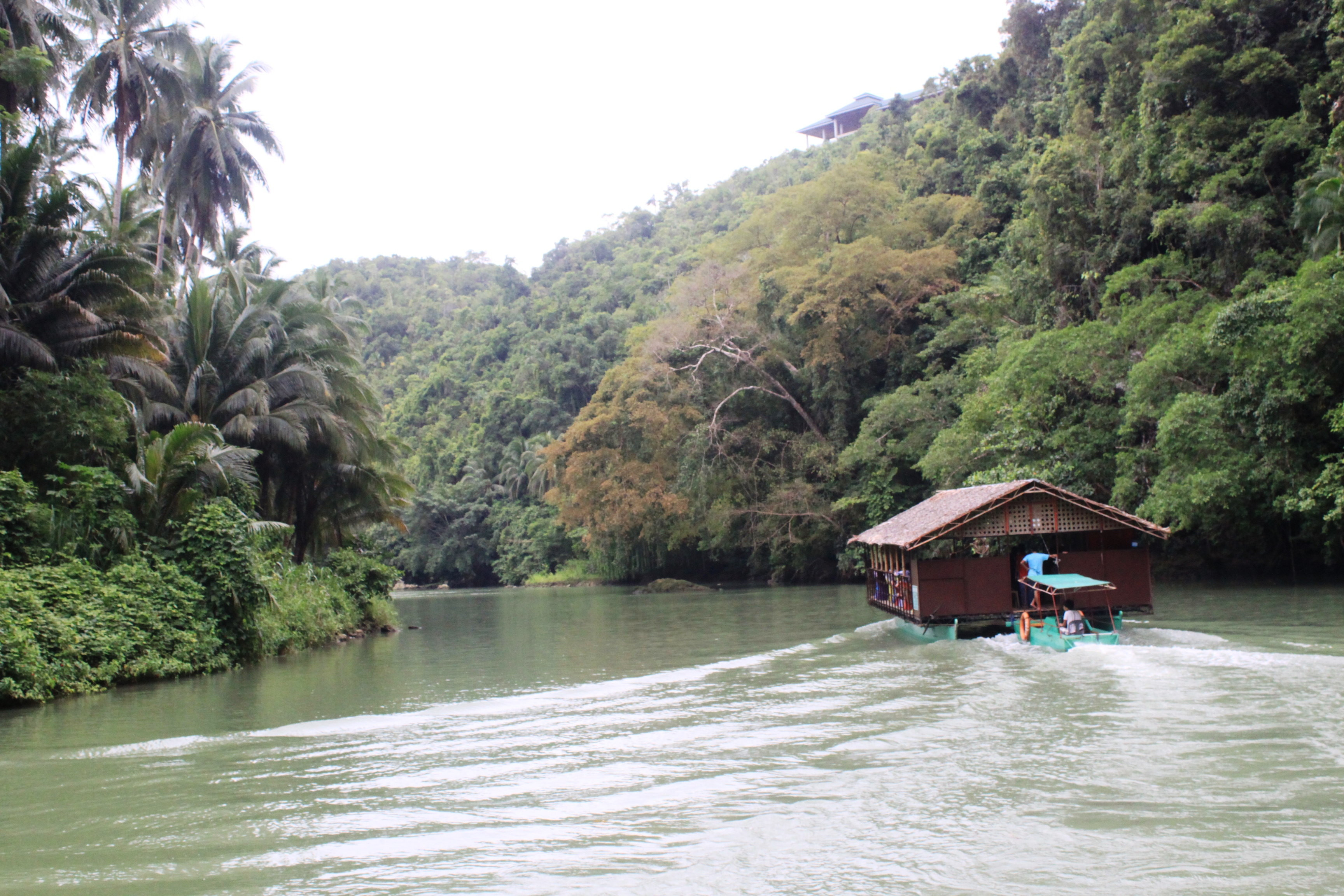
کشتی گردش رودخانه‌ای در بهل (فیلیپین)

گردش رودخانه‌ای (به انگلیسی: River cruise) یک سفر در امتداد آبراه‌های داخلی است که اغلب در چندین بندرگاه در طول مسیر متوقف می‌شود. از آنجا که شهرها اغلب در سراسر رودخانه‌ها رشد می‌کنند کشتی‌های گردش رودخانه اغلب در مرکز شهرها قرار می‌گیرند.

## توصیف

### گردش روزانه رودخانه‌ای
سفرهای گردش رودخانه‌ای روزانه از ۳۰ دقیقه تا یک روز کامل است. آن‌ها می‌توانند قایق‌هایی با ظرفیت ۱۰ هزار نفر باشد. چنین گردشی به‌طور معمول در شهرهایی رواج دارد که دارای رود باشند مانند لندن، پاریس، آمستردام، بانکوک و یا در منطقه زیبای طبیعی مانند راین (رود) و تیمز.

برخی از مکان‌های محبوب عبارت است از:
- اروپا: آمستردام، بوداپست، کلن، لندن، پاریس
- آسیا: بانکوک، هوشی‌مین، ایالت ملاکا، کوچینگ، سنگاپور
- آمریکا: نیویورک، نیواورلئان، سن آنتونیو
- آفریقا: اقصر، قاهره

### گردش‌های رودخانه‌ای
کشتی‌های گردش رودخانه‌ای دارای امکانات اقامتی هستند.

طبق گفته داگلاس وس «یک گردش رودخانه‌ای زندگی را در مسیر آهسته قرار می‌دهد با قایقرانی، بهره‌برداری از مناظر و با فرصت‌های فراوان برای کشف شهرها و مراکز شهری که در مسیر رود است. این یک تجربه بسیار آرامش بخش است. پادزهری برای فشارهای زندگی در یک دنیای سریع بدون سختی و با ظرافت، غذای خوب و شرکت لذت بخش باشد.»

تفاوت بین گردش رودخانه‌ای و اقیانوسی :
- کشتی‌های گردش رودخانه‌ای به دلیل اندازه رودخانه‌ها کوچک هستند. بیشتر کشتی‌ها بین ۹۰ تا ۲۵۰ مسافر دارند اما استثنائاتی وجود دارد. فضا بیشتر صمیمی و دوستانه است.
- کشتی‌های گردش رودخانه‌ای یک راه منحصر به فرد برای دیدن داخل کشور هستند.
- زمین همیشه در معرض دید است و همیشه چیزی برای دیدن وجود دارد.
- بعید است که کشتی‌های گردش رودخانه‌ای دارای تکان‌های بیماری آور باشد.

گردش رودخانه‌ای در حال حاضر یک صنعت گردشگری مهم در بسیاری از نقاط جهان است.
- اروپا: راین (رود)، سن، دانوب، رود ولگا
- آسیا: رود یانگ‌تسه، رود ایراوادی، مکونگ، گنگ (رود)، رود براهماپوترا
- استرالیا: رود مورای
- آمریکا: رود می‌سی‌سی‌پی، آمازون (رود)
- آفریقا: نیل